# Cantons de la Guadalupe
Llista dels cantons de Guadalupe classificats per districte: 
Basse-Terre
- Cantó de Baie-Mahault, limitat a una comuna :
  - Baie-Mahault
- Cantó de Basse-Terre-1, limitat a una comuna :
  - Part de Basse-Terre
- Cantó de Basse-Terre-2, limitat a una comuna :
  - Part de Basse-Terre
- Cantó de Bouillante, limitat a una comuna :
  - Bouillante
- Cantó de Capesterre-Belle-Eau-1, limitat a una comuna :
  - Part de Capesterre-Belle-Eau
- Cantó de Capesterre-Belle-Eau-2, limitat a una comuna :
  - Part de Capesterre-Belle-Eau
- Cantó de Gourbeyre, limitat a una comuna :
  - Gourbeyre
- Cantó de Goyave, que agrupa 2 comunes :
  - Goyave
  - Part de Petit-Bourg
- Cantó de Petit-Bourg, limitat a una comuna :
  - Part de Petit-Bourg
- Cantó de Lamentin, limitat a una comuna:
  - Lamentin
- Cantó de Pointe-Noire, limitat a una comuna:
  - Pointe-Noire
- Cantó de Saint-Claude, limitat a una comuna :
  - Saint-Claude
- Cantó de Sainte-Rose-1, limitat a una comuna :
  - Part de Sainte-Rose
- Cantó de Sainte-Rose-2, que agrupa 2 comunes :
  - Part de Sainte-Rose
  - Deshaies
- Cantó des Saintes, que agrupa 2 comunes :
  - Terre-de-Bas
  - Terre-de-Haut
- Cantó de Trois-Rivières, que agrupa 2 comunes :
  - Trois-Rivières
  - Vieux-Fort
- Cantó de Vieux-Habitants, que agrupa 2 comunes :
  - Vieux-Habitants
  - Baillif

Pointe-à-Pitre
- Cantó de Les Abymes-1, limitat a una comuna :
  - Part des Abymes
- Cantó de Les Abymes-2, limitat a una comuna :
  - Part de Les Abymes
- Cantó de Les Abymes-3, limitat a una comuna :
  - Part de Les Abymes
- Cantó de Les Abymes-4, limitat a una comuna :
  - Part de Les Abymes
- Cantó de Les Abymes-5, limitat a una comuna :
  - Part de Les Abymes
- Cantó d'Anse-Bertrand, que agrupa 2 comunes :
  - Anse-Bertrand
  - Port-Louis
- Cantó de Capesterre-de-Marie-Galante, limitat a una comuna :
  - Capesterre-de-Marie-Galante
- Cantó de la Désirade, limitat a una comuna :
  - La Désirade
- Cantó de Grand-Bourg, limitat a una comuna :
  - Grand-Bourg
- Cantó de Le Gosier-1, limitat a una comuna :
  - Part du Gosier
- Cantó de Le Gosier-2, limitat a una comuna :
  - Part du Le Gosier
- Cantó de Morne-à-l'Eau-1, limitat a una comuna :
  - Part de Morne-à-l'Eau
- Cantó de Morne-à-l'Eau-2, limitat a una comuna :
  - Part de Morne-à-l'Eau
- Cantó de Le Moule-1, limitat a una comuna :
  - Part de Le Moule
- Cantó de Le Moule-2, limitat a una comuna :
  - Part de Le Moule
- Cantó de Petit-Canal, limitat a una comuna :
  - Petit-Canal
- Cantó de Pointe-à-Pitre-1, limitat a una comuna :
  - Part de Pointe-à-Pitre
- Cantó de Pointe-à-Pitre-2, limitat a una comuna :
  - Part de Pointe-à-Pitre
- Cantó de Pointe-à-Pitre-3, limitat a una comuna :
  - Part de Pointe-à-Pitre
- Cantó de Saint-Louis
  - Saint-Louis
- Cantó de Saint-François, limitat a una comuna :
  - Saint-François
- Cantó de Sainte-Anne-1, limitat a una comuna :
  - Part de Sainte-Anne
- Cantó de Sainte-Anne-2, limitat a una comuna :
  - Part de Sainte-Anne